# Saint-Germier (Gers)
Saint-Germier é uma comuna francesa na região administrativa de Occitânia, no departamento de Gers. Estende-se por uma área de 7,05 km². Em 2010 a comuna tinha 218 habitantes (densidade: 30,9 hab./km²).